# أوليفيا القائم
أوليفيا القايم (Olivia Elkaim) صحافية وروائية فرنسية من مواليد 06 ماي 1976  بفرنسا

## سيرة ذاتية
نشرت عدة قصص قصيرة وروايات نالت جميعها استحسان النقاد من عام 2008 في روايتها السادسة خياط غليزان Le Tailleur de Relizane 
التي صدرت في عام 2020 ، تحكي قصة جدها مارسيل ، وهو خياط يهودي في بلدة جزائرية صغيرة في غليزان ، والطريقة التي يؤثر بها نفي عائلته على حياته
تلقى الكتاب استحسان النقاد ، وتم ترشيحه من بين المتأهلين للتصفيات النهائية لجائزة فيمينا 2020 ، كما تم ترشيحه أيضًا لجائزة فيمينا لطلاب المدارس الثانوية .

## أعمالها
لدى أوليفيا القائم العديد من الإصدارات على غرار :
- خياط غليزان Le Tailleur de Relizane [4]